# Nils Wilhjelm
Pour les articles homonymes, voir Wilhjelm.
Nils Wilhjelm, né le 17 juillet 1936 à Copenhague (Danemark) et mort le 5 mars 2018, est un homme politique danois membre du parti Parti populaire conservateur (KF), ancien ministre et ancien député au Parlement (le Folketing).